# سیم‌سیتی ۲۰۰۰
سیم‌سیتی ۲۰۰۰ (به انگلیسی: SimCity 2000) یک بازی رایانهای منتشر شده توسط شرکت ماکسیس است. این بازی در تاریخ ۱۹۹۳ عرضه شده و سازنده آن ماکسیس است. در این بازی کار بر می‌تواند هر طور که می‌خواهد یک شهر ساخته و آن را بزرگ کند.